# 櫻井裕太
櫻井 裕太（さくらい ゆうた、1994年2月14日 - ）は、日本のプロレスラー。

## 経歴
2018年4月8日、プロレスリングSECRET BASE新宿FACE大会における対アミーゴ鈴木戦でデビュー。
2020年11月より家庭の事情により欠場              
2021年12月19日調布はあとふるホール大会にて山下金吾相手にエキシビションにて復帰
2023年3月5日プロレスリングSECRETBASEを退団

## 得意技
STO
セントーン
サイドバスター